# Gelis perniciosus
Gelis perniciosus är en stekelart som först beskrevs av Henry Lorenz Viereck 1913.  Gelis perniciosus ingår i släktet Gelis och familjen brokparasitsteklar. Inga underarter finns listade i Catalogue of Life.